# Сапронов, Николай Яковлевич
Николай Яковлевич Сапронов (1892 — не ранее 1945) — советский военно-морской деятель, инженерный работник, командир Бакинского военного порта Каспийской военной флотилии, инженер-капитан 1-го ранга (1940).

## Биография
Русский, рабочий, член РКП(б) с 1918, в РККА с 1918. Участник Гражданской войны с 1919 по 1921 рядовым бойцом на Петроградском фронте против генералов Юденича, Родзянко, Врангеля; а затем командиром взвода участвовал в подавлении Кронштадтского мятежа.
В 1939 командир Бакинского военного порта КВФ. В годы Великой Отечественной войны являлся заместителем начальника Управления труда и кадров ВМФ СССР. Работая в отделе а затем и управлении, многое сделал по организации и повышению производительности труда на производственных предприятиях военно-морского флота чем в значительной мере способствовал выполнению возложенных задач по ремонту боевой техники.

### Звания
- Инженер-флагман 3-го ранга (31 мая 1939);[2][3]
- Инженер-капитан 1-го ранга (8 июня 1940).[4]

### Награды
- Орден Ленина (1945);
- Орден Красного Знамени (1944);
- Орден Красной Звезды (1938, 1944);
- Орден Отечественной войны 1-й степени (1945);
- Юбилейная медаль «XX лет Рабоче-Крестьянской Красной Армии» (1938);
- Медаль «За победу над Германией в Великой Отечественной войне 1941—1945 гг.» (1945).

## Публикации
- Учебник по корабельной электротехнике.